# Biblija 1728
Biblija 1728, оригинальное наименование — Biblia, To je, Zyłe Szwjate Pißmo Stareho a Noweho Sakona, predy do njemskeje, wot D. Mertena Luthera, njetko pak do horneje Łužiskeje ßerskeje recże se wschitkej ßwjernosczu a prozu wot Njekotrych Evangeliskich Prjedarjow pschełożena. W Budeschini 1728 (в.-луж. Библия 1728 года) — первый полный перевод Библии Мартина Лютера на верхнелужицком языке, памятник серболужицкой литературы, который относятся к так называемым «Лужицким языковым памятникам». Самый первый крупный письменный памятник, который послужил образцом для последующего периода развития литературного верхнелужицкого языка. Представляет собой образец развития верхнелужицкого языка и его диалектов.
Перевод был сделан четырьмя лютеранскими священниками Яном Бемаром, Матеем Йокушем, Яном Лангой и Яном Вавером. Перевод был издан на средства Сербского проповеднического общества в 1728 году. В своём переводе переводчики употребляли польскую (sz, cz) и немецкую орфографию (ß, sch). Перевод выполнен в протестантском варианте верхнелужицкого литературного языка. Переводчики были уроженцами будышинской диалектной территории. В своём переводе использовали немецкий вариант перевода Библии, который сделал Мартин Лютер, чешский перевод Библии 1660 года (Кралицкая Библия) и словенский перевод 1684 года (Библия Далматина).
В предисловии к Библии упоминается, что переводчики встречались 45 раз для обсуждения текстов, при этом говорится, что они подвергли пересмотру новозаветные переводы Михала Френцеля. Считается, что до этой работы уже существовали переводы некоторых книг Ветхого Завета на верхнелужицкий язык, поэтому переводчики использовали их в своей работе.
В сорабистике существуют различные мнения насчёт данного перевода Библии. Я. Кшижан-Клюкшанский утверждает, что перевод Михала Френцеля в отличие от перевода Библии отличается более ясным верхнелужицким языком. Он пишет, что в переводе Библии находятся многочисленные немецкие заимствования, не свойственные верхнелужицкому языку (в частности немецкие артикли). Рудольф Енч пишет, что лютеранский перевод отличается от католического перевода Я. Светлика «более возвышенным языком». Р. Енч отмечал, что перевод Библии 1728 года «наиболее соответствует разговорному языку серболужичан и между ними нет принципиальных различий».
С 1728 года по 1905 год издавался 12 раз. Настоящий перевод с небольшими изменениями используется до сих пор в лютеранской лужицкой общине.